# Дорога (песня «АукцЫона»)
«Доро́га» — песня группы «АукцЫон» из их шестого студийного альбома «Птица», выпущенного в 1993 году. Композиция была сочинена Леонидом Фёдоровым и Дмитрием Озерским в том же году. В 2004 году издание «Эстрада России. XX век. Энциклопедия» под редакцией доктора искусствоведения Елизаветы Уваровой, давая характеристику альбому «Птица», называло трек «Дорога» хитом и проиллюстрировало текстом песни утверждение, что музыкантами в этом альбоме подводится итог «почти десятилетней борьбы за самоопределение, к которому [подразумевается итог] пришло поколение разочарованных романтиков и революционеров, сжёгших за собой мосты и вступивших на „долгую дорогу бескайфовую“».
В 1995 году «Дорога» стала первой за многие годы песней «АукцЫона», послужившей основой для музыкального клипа. Главным действующим лицом в нём стал фронтмен группы Олег Гаркуша, а автором — молодой режиссёр Сергей Зезюльков. В 2000 году песня вошла в саундтрек фильма «Брат 2» — культовой российской криминальной драмы режиссёра Алексея Балабанова с Сергеем Бодровым — младшим в главной роли.
Газета «РБК daily» отмечала, что хотя песня «Дорога» написана, по выражению анонимного автора статьи, «в дёрганные времена» — между 1991 и 1993 годами, тем не менее, благодаря включению в фильм «Брат 2», она сумела «найти выход и на новое поколение», «не потеряла ни смысла, ни нерва» и даже в 2013 году воспринимается слушателями «как вполне современная и своевременная работа». Российский журналист и продюсер Антон Чернин называл песню самой знаменитой в этом альбоме. Несколько раз в своих исследованиях российской рок-поэзии к песне обращался доктор филологических наук Юрий Доманский.

## Содержание песни
Писатель, а в прошлом политический деятель лево-националистического направления Андрей Акцынов в романе «Бретёр» (2016) так описывает смысл песни «Дорога»: «человек одинок и заброшен в этот полный призраков и иллюзий мир, и сам он суть такой же призрак. Потому глупо цепляться за что-либо тут. А лучше, удивляясь и очаровываясь, лететь, как во сне, в поисках новых страстей и приключений». Автор музыки песни Леонид Фёдоров, однако, говорил о текстах песен группы «АукцЫон» следующее: «Ни в одной нашей песне вербального смысла нет. Смысл есть в определённом состоянии, создаваемом этими песнями».
Среди художественных образов текста песни отмечаются «глупые чужие города», где любили лирического героя, хотя это не был он, долгая «бескайфовая» дорога, «пылью улетающая в небеса», тяжёлая земля которой держит его за ноги, «беспросветная» зона, «напряжённо» ожидающая его… Трижды в тексте появляется фраза «Я сам себе и небо, и Луна». Дважды за ней следует фраза «Голая, довольная Луна», но в заключение текст меняется на «Я летаю где-то, только это не я».

## История создания и первой записи песни

### Группа накануне создания песни
В начале 1990-х годов группа «АукцЫон» развивает в своём творчестве «образ „маленького человека“, родившегося „под колпаком“ и живущего в тесных застенках тоталитарного общества, а также собственных страхов и бреда». Героями альбомов этого времени чаще всего становились «немые, юродивые, невезучие, изгои, „Иваны, родства не помнящие“, ходящие по острому лезвию между жизнью и смертью и при этом хохочущие над собой и окружающим миром». Такие герои находились вне общественной системы. Они живут, «прорываясь сквозь прутья клетки, сдирая кожу, истекая кровью и взмывая, словно птицы, в свободное небо…». Группа активно вела как студийную, так и концертную деятельность, регулярно выезжая за пределы Российской Федерации. По утверждению издания «Эстрада России. XX век. Энциклопедия» (2004), группа «АукцЫон» имела серьёзный успех на гастролях во Франции, Германии, Дании, Швейцарии, Австрии, Нидерландах, Чехии. В Париже музыканты познакомились и начали сотрудничать с поэтом, художником и бардом Алексеем Хвостенко. В самом составе группы происходили изменения. Её покинул шоумен Владимир Весёлкин, прекратилось сотрудничество с художником Кириллом Миллером.
Российский журналист и историк рок-движения Михаил Марголис отмечал противоречивость положения «АукцЫона» на российской эстраде. Символом материального достатка группы стала покупка за 20 000 немецких марок в Германии на «турецкой барахолке» подержанного автобуса «Мерседес», но управлял им не профессиональный водитель, на которого у группы не было денег, а бас-гитарист Виктор Бондарик. Автобус превратился в «дом на колёсах» для музыкантов и служил им 10 лет. Если в европейских странах «АукцЫон» давал целые серии концертов по 10—15 каждая, то в России, по выражению саксофониста группы Николая Рубанова, «была жопа полная, выступления у нас происходили раз в полгода».

### Семантика слова «дорога» в российской рок-поэзии
Эта проблема стала темой научной статьи кандидата филологических наук, доцента кафедры истории литературы и фольклора Курганского государственного университета Надежды Неждановой. Она отмечала, что «идея движения без очерченного ориентира составляет архетипическую идею русского сознания». Её содержание — «представление о самоценности движения, а не цели». Семантика слова «дорога» в российской рок-поэзии представляет собой антиномию «покою, стоянию, сну, опустошению». Она — «свободное перемещение субъекта во времени и в пространстве, неожиданность переходов и ассоциаций» и «является сквозным мотивом в рок-поэзии». Дорога часто приобретает значение исповеди и «трактуется как метафизический Путь».
Кандидат филологических наук, доцент кафедры русского языка и литературы Амурского гуманитарно-педагогического государственного университета Иван Авдеенко в главе «Дорога» монографии «Пространственные символы русской рок-поэзии» (2014) попытался определить семантическое содержание символа дороги в русской рок-поэзии. С его точки зрения, это земной путь человеческой души, в котором совмещаются «духовный и вещный мир». На этом пути человек испытывает «мучения» — «трудности физического плана». Они, по словам исследователя, отражают сложность жизни. Авдеенко отмечал важность для рок-поэзии в связи с дорогой категории духовности, полностью отсутствующей в связи с ней в русском шансоне. В монографии исследователь так уточнял смысл слова «дорога» в творчестве рок-поэтов: путь этот многократный — «от одного шага, поступка к следующему». Авдеенко писал: «ДОРОГА во многом умозрительна, видима, но неощутима и противоречива в своей сущности: она предоставляет возможности, однако ограничивает, управляет, сдавливает. Тем не менее человек стремится к ДОРОГЕ как к самому движению жизни, даже не имея возможности идентифицировать ДОРОГУ как свою».
Принципиально иную точку зрения высказал тот же автор в своей более поздней статье «Контент-анализ текстов рок-поэзии при описании символов ПУТЬ и ДОРОГА» (2021). В ней Авдеенко противопоставил эти два символа. По его мнению, их сходство отражается в перекрёстном ассоциировании, общих контекстных ассоциациях самих символов. Оно также «затрагивает их протяжённость по отношению к началу, пошаговый и поэтапный характер движения, сочетание возможностей и ограничений». Отличия же между двумя этими символами в рок-поэзии связаны у авторов обычно с противоположным отношением к целому ряду мировоззренческих категорий. Понятия «определённости, управляемости, повторяемости, эталонности, практичности» характерны для символа «дорога», напротив, понятия «неопределённости, независимости, уникальности, альтернативности, духовности» свойственны символу «пути».

### Создание песни
Основная часть работы над созданием песни «Дорога» проходила в ходе гастролей группы «АукцЫон» в Германии. Сам автор музыки песни Леонид Фёдоров рассказывал, что в то время стояло лето и была хорошая погода. Музыканты в течение недели проживали в Гамбурге. Их расселили по частным квартирам, так как приехали они на гастроли по приглашению фирмы датских таксистов, которые в молодости были хиппи. Жили музыканты отдельно друг от друга. Фёдоров проживал с барабанщиком Борисом Шавейниковым и клавишником и автором текстов группы Дмитрием Озерским на квартире у двух девушек. Концертов было мало, поэтому у музыкантов было достаточно свободного времени. Фёдоров вспоминал, что отлучился из квартиры либо на прогулку, либо за покупками, так как «район такой кайфовый, спальный, там бары всякие». Вернувшись с прогулки, он сообщил Озерскому, что ему пришла в голову новая мелодия. За два часа Фёдоров и Озерский «набросали скелет текста, а потом через два месяца, приехав домой, доделали». В этом интервью Фёдоров называл процесс сочинения песни быстрым и относил его к 1992 или 1993 году. Бывший участник «АукцЫона» Евгений Дятлов, который после ухода из группы продолжал интересоваться её проектами, рассказывал, что в 1993 году «заглянул в гости» к Леониду Фёдорову в Санкт-Петербурге, когда тот «сидел на кухне и сочинял „Дорогу“». Фёдоров предложил Дятлову прослушать мелодию песни. Впоследствии артист вспоминал, что уже тогда понял: «это будет хит».
Другую версию создания песни «Дорога» Леонид Фёдоров изложил в интервью корреспонденту газеты Rock-Fuzz в марте 1995 года. По его словам, во время работы над альбомом «Птица», которая растянулась на целый год, музыканты постоянно ссорились между собой (группа, по утверждению Фёдорова, даже находилась на грани распада) и не были довольны как сами собой, так и результатами своего творчества. «Дорогу» Фёдоров охарактеризовал как единственную песню из альбома, которую пришлось «досводить» во Франции. Комментарий журналиста, бравшего интервью у музыканта, отнёс это событие к концу весны 1994 года.

### Записи песни в альбомах группы «АукцЫон»
Песня «Дорога» (её продолжительность в этой записи 03:43 за счёт гитарного вступления) вошла в альбом «Птица» 1993 года, выпущенный в Германии. Всего в него было включено 11 песен. Альбом был издан на лейбле «Дядюшка Рекордс» в формате виниловой грампластинки. «Дорога» находится на её «Доброй стороне», вторая половина песен была записана на оборотной, «Злой стороне». Сам альбом был записан на студии SNC Studio в Москве (звукорежиссёр — Сергей Долгов, при участии Александра Мартисова и Михаила Раппопорта). «Дорога» для данного альбома была сведена на Altona Ton Studio в Гамбурге. Песня вошла и в альбом «Птица», который был издан в формате аудиокассеты (11 песен, лейбл Euro Records, № 141 в каталоге, неофициальный релиз, продолжительность звучания песни здесь только 3:17). Песня присутствует в альбоме «Птица», изданном в формате CD в 1994 году лейблом «ТАУ Продукт» (11 песен, TAU 00067, продолжительность звучания песни уже 3:30). Всего к июлю 2023 года сайт Discogs насчитал 17 изданий альбома различными лейблами (Euro Style, Manchester Files, Moroz Records, «Мистерия звука», «Геометрия», «Мирумир» и Western Thunder Records), все они включают песню «Дорога».
В 1993 году лейбл «Дядюшка Рекордс» также дважды осуществил выпуск сокращённого альбома «Птица», в котором содержатся только четыре песни, включая «Дорогу» (продолжительность 3:31), в то время как песня «Птица», давшая название диску, на нём отсутствует. В этот сокращённый альбом вошли также песни «Ещё не поздно», «Моя любовь» и «Всё вертится».
В 2001 году «АукцЫон» выпустил в сотрудничестве с лейблом «Мистерия звука» три издания альбома «Дорога» (MZ-041-4, MZ-041-2, MZ-041-9), в которых песня стала заключительной композицией. Песня «Дорога» присутствует и в некоторых других альбомах группы «АукцЫон». Среди них, в частности, альбом «АукцЫон», где она находится на предпоследнем месте (лейбл SNC Records, выпущен в 1995 году на CD, SNC5053).
Отвечая на вопрос, почему компакт-диск альбома «Птица» существует в двух различных оформлениях, Леонид Фёдоров сообщал в интервью Дмитрию Иванишину, что дело было в отсутствии денег: сначала его выпустили в России с плохим оформлением художника Кирилла Кувырдина. «Второй же диск выпустили мы сами с нашим оформлением, выпустили в Германии. Там сделан „мастер“ немного другой, и одна песня перепета и пересведена — „Дорога“», — утверждал музыкант.
В записи песни, вошедшей в состав альбома, участвовали:
- Леонид Фёдоров — вокал, электрическая гитара, акустическая гитара, автор музыки песни;
- Дмитрий Матковский — электрическая гитара, акустическая гитара, ситар, гавайская гитара;
- Виктор Бондарик — бас;
- Дмитрий Озерский — клавишные, перкуссия, автор текста песни;
- Николай Рубанов — баритон-саксофон, сопрано-саксофон, бас-кларнет;
- Борис Шавейников — ударные, ксилофон, конга;
- Павел Литвинов — перкуссия;
- Корней Морозов — скрипка;
- Терентий Дубровин — виолончель.

Из-за постоянного и избыточного употребления алкоголя вклад автора текстов группы и её фронтмена Олега Гаркуши в альбом «Птица» оказался невелик. Сам он признавал, что даже практически не присутствовал на записи.

## Запись клипа на песню
«Дорога» была первой за многие годы песней «АукцЫона», ставшей основой для музыкального клипа. Главным действующим лицом в нём стал Олег Гаркуша. Когда он собирался уехать на дачу, то директор группы ему сообщил, что музыкант должен сняться в видеоклипе. Гаркуша заявил, что уезжает, и «если хотят люди — пусть приезжают» к нему на дачу. Вскоре съёмочная группа в составе нескольких человек прибыла из Москвы на дачу к Гаркуше. Возглавлял её молодой режиссёр Сергей Зезюльков, по утверждению Гаркуши, завершавший в то время обучение во ВГИКе. Клип должен был стать его дипломной работой (впоследствии, по словам музыканта, он получил за неё оценку «отлично»). На даче Гаркуша показал Зезюлькову места, которые можно было бы снять в клипе. Позже фронтмен группы сожалел, что бо́льшая часть этих мест (помойка, городская свалка, «куча чаек», «вот такие живописные совершенно места») в окончательную версию клипа не вошла. В ходе съёмок Олег Гаркуша должен был ездить на велосипеде «на достаточно серьёзном и сильном перекрёстке, где машины ходили туда-сюда, и два его [режиссёра] помощника стояли с разных концов дороги и махали людям, чтобы они ехали как можно осторожней». Во время одного из дублей музыкант упал вместе с велосипедом. Режиссёр и члены съёмочной группы бросились его спасать, забыв о съёмке. Об этом сам Гаркуша впоследствии сожалел, так как, по его словам, «можно было бы в этом своём красочном костюме, пиджаке рухнуть прямо в грязь, по-настоящему, с кровью… Было бы интересно».
Впоследствии («спустя некоторое количество времени»), когда клип вышел в прокат, Гаркуша был удивлён, что в нём мелькали «американские мосты, небоскрёбы, журналы какие-то…» С точки зрения музыканта, этот видеоролик «аукнулся» в фильме «Брат 2», так как под песню «Дорога» именно в США вылетает старший брат главного героя.

## Оценки песни

### В научной литературе
Автор статьи о группе «АукцЫон» в издании «Эстрада России. XX век. Энциклопедия» (2004) кандидат искусствоведения Елена Савицкая, давая характеристику альбому «Птица», называет песню «Дорога» хитом и цитирует её текст, иллюстрируя утверждение, что именно так музыкантами подводится итог «почти десятилетней борьбы за самоопределение, к которому [подразумевается итог] пришло поколение разочарованных романтиков и революционеров, сжёгших за собой мосты и вступивших на „долгую дорогу бескайфовую“». Отмечается царящее «настроение безысходности, забвения, „последнего отсчёта“… [которое] в этом альбоме достигает апогея».
Доктор филологических наук Юрий Доманский так писал о песне в монографии «Рок-поэзия: филологический ракурс» (2015): «загадочная и знаменитая „Дорога“». В заключении книги исследователь приводит обзор концертов российских рок-групп и своих впечатлений от них. Значительное место он уделяет песне «Дорога». Песня прозвучала «на бис» в самом конце упоминаемого Доманским концерта группы «АукцЫон». Он вспоминал, что зал «вдруг так возрадовался, словно понял: вот оно, вот вершина, вот кульминация, вот катарсис. Какой-то реальный апогей драйва». Сам он считает «Дорогу» лучшей песней не только «АукцЫона». В другом фрагменте монографии Доманский упоминал о «потрясающем исполнении великой „Дороги“ в рамках старинного — из глубоких девяностых — Дня рождения Майка».
Филолог Е. А. Егоров в статье «Особенности функционирования „условных“ образов в рок-поэзии» (2000) утверждает, что, хотя для рок-поэзии характерна «установка на предельную степень искренности», из этого не следует, что в ней преобладают так называемые «реальные» образы. Как это ни парадоксально, часто используется «нагромождение „условных“, орнаментальных образов, имеющих мало общего с реальной действительностью, в которой существует автор». В качестве иллюстрации к этому положению автор статьи приводит начальные строки песни «Дорога». Егоров отмечал, что чаще всего «нереальные» образы связаны, как в песне группы «АукцЫон», с «повествованием» от первого лица — за счёт «гиперболизации вспомогательных образов как раз и достигается наивысшая степень искренности».

### Песня в оценке музыкантов «АукцЫона»
Михаил Марголис писал, что, по мнению Фёдорова, в альбоме «Птица» «по-настоящему звучали только» песни «Дорога», «Моя любовь» и «День рождения». Музыкант утверждал: «„Дорогу“ или „Седьмого“ перестали исполнять [на концертах] достаточно быстро и пока не собираемся. Хотя песни-то на самом деле отличные, но играть их в „живом“ варианте неинтересно. Они не сделаны как концертные вещи». В интервью корреспонденту «Музыкальной газеты» в 2000 году Фёдоров на вопрос, как он относится к использованию песни «Дорога» в фильме «Брат 2», ответил: «Честно говоря, мне уже всё равно. Ну, правда. Как-то абсолютно не греет и не холодит. Безразлично отношусь… Включили и включили, мне как-то…». Он отметил также, что «песня была написана по другому поводу. Тем более что это было довольно давно, и к песне я уже равнодушен».
Олег Гаркуша в интервью эстонской национальной телерадиовещательной компании «ERR», рассказывая об обстоятельствах появления песни в фильме «Брат 2», заявил в 2019 году: «„Дорога“ — она… не попсовая, скажем так, но такая шлягерная».

### В публицистике и средствах массовой информации
Российский журналист, музыкальный критик, продюсер, теле- и радиоведущий Михаил Козырев, рассказывая о специфике творчества группы «АукцЫон» и о реакции на него российских слушателей в первом томе трёхтомника «Мой рок-н-ролл» (2007), писал: «Даже получившая вторую жизнь в „Брате 2“ „Дорога“ на музыкальных тестах [имеются в виду регулярно составляемые музыкальные рейтинги] (тех, что показывают „нравится не нравится“ аудитории то, что звучит в эфире) всегда была на грани вылета. Еле-еле на „тройку“». Соавторы энциклопедии «Кто есть кто в российской рок-музыке» (2006), рассказывая о движении Леонида Фёдорова в сторону джаза и фолка и о реакции его почитателей на подобное изменение творческой манеры музыканта, приводили в качестве примера один из концертов 2000-х годов, на котором публика откровенно скучала, слушая новые композиции, но пришла в восхищение, когда начали звучать старые хиты «АукцЫона» 1990-х годов, включая «Дорогу».
В 2003 году текст песни «Дорога» был включён в издание «Русский рок. Опыт антологии». Ежедневная деловая газета «РБК daily» в статье, посвящённой 20-летнему юбилею альбома «Птица», отмечала, что хотя песня «Дорога» написана, по выражению анонимного автора статьи, «в дёрганные времена» — между 1991 («августовский путч») и 1993 (расстрел Белого дома) годами, тем не менее, благодаря включению в фильм «Брат 2» сумела «найти выход и на новое поколение», «не потеряла ни смысла, ни нерва» и даже в 2013 году воспринимается слушателями «как вполне современная и своевременная работа».
Российский журналист и продюсер Антон Чернин называл песню «Дорога» самой знаменитой в альбоме «Птица». В 2019 году «Наше радио» составило и опубликовало список «Лучшие песни русского рока» под рубрикой «Самые популярные и прослушиваемые песни НАШИх музыкантов!». Песня «Дорога» также вошла в этот список.
В июне 2015 года главный редактор журнала «Русский репортёр» Виталий Лейбин и журналистка этого журнала Дарья Благоева представили читателям результаты исследования наиболее популярных в российском обществе классических и поэтических строк, не разделяя классическую литературу и современные популярные песни. По мнению создателей исследования, именно песни и стихи наиболее быстро становятся частью нашего мышления и способом общения. Под номером 87 в списке значатся строки «Я сам себе и небо, и луна, Голая, довольная луна» из текста Дмитрия Озерского к песне «Дорога» группы «АукцЫон». По классификации авторов исследования, они отнесены к «„неофициальной“ советской (!) поэзии и музыке», при том, что отдельную группу составляет «современная поэзия и музыка».
Российское общественно-политическое интернет-издание Газета.Ru включило песню «Дорога» в список «Самые популярные песни 1993 года», опубликованный в 2022 году. Автор статьи особо отметила, что песня стала хитом «вопреки ожиданиям» лидера коллектива Леонида Фёдорова.
Российское информационное агентство «Национальная служба новостей», рассказывая, что группа «АукцЫон» отказалась сочинять музыку к съёмкам фильма «Брат 3», писала: «Саундтрек культового блокбастера „Брат 2“ „Дорога“ в исполнении группы „АукцЫон“ негласно был признан одним из главных событий года для отечественных меломанов… Для многих из них „Дорога“ стала первой композицией „АукцЫона“, которую они услышали». Информационно-развлекательное сетевое издание TV Mag расспросило молодых участников концерта «Новая Песня года» в 2022 году, в котором, по утверждению издания, принимали участие «самые модные и актуальные артисты» России, о песнях, которые произвели на них наиболее сильное впечатление. Один из участников сообщил, что «Дорога» для него — «любимая песня старой школы». Он включал эту песню в наушниках и «просто кайфовал от происходящего вокруг и от своей жизни».

## В культуре
По мнению Юрия Доманского, использование российским режиссёром Алексеем Балабановым в фильме «Брат 2» песни «Дорога» в сцене отправления из аэропорта Шереметьево в США героя Виктора Сухорукова «существенно корректирует, как-то даже углубляет характер старшего брата». Доманский признавался, что даже его пожилая мама готова смотреть этот фильм именно из-за сцены в аэропорту, которую сопровождает песня «Дорога».
Кандидат культурологии Дарья Журкова в статье «Режиссёрский слух: музыка в фильмах Балабанова» (2018) анализирует эпизод в аэропорту, когда старший брат главного героя проходит таможенный контроль под музыку песни «Дорога». Слова её припева, по мнению Журковой, являются символом духовного освобождения героя. Таможенный досмотр, сами таможенники — атрибуты власти. Их присутствие в кадре накладываются на текст «О-о-о, зона!». С точки зрения культуролога, под зоной подразумевается Россия, которую герой фильма покидает. «Высокий, почти фальцетный тембр солиста, постоянное „зависание“ мелодии на высоких нотах с последующим „скатыванием“ вниз — всё это создаёт эффект юродствования», — утверждает Журкова. Полная напряжения сцена в фильме за счёт музыки наполняется иронией — по словам Журковой, «экшн модулирует в балаган»: Балабанов «играет с патриотическими чувствами и имиджем России, намекая на её закрытый, „режимный“ характер»
Михаил Марголис писал, что в 2000-е годы популярность «АукцЫона» «в одночасье достигла немыслимых ранее масштабов» после выхода на экраны фильма Алексея Балабанова «Брат 2», в котором прозвучала «Дорога» из альбома «Птица». Саундтрек фильма был издан отдельным диском, и тираж его оказался сопоставим с самыми успешными сольными альбомами популярных групп того времени. Результатом стало то, что строчку «„Я сам себе и небо, и луна…“, к тому времени уже семь лет хором распеваемую фанами на каждом концерте „АукцЫона“, теперь подхватила едва ли не вся страна». Марголис утверждал, что включение песни «Дорога» в фильм сделало фанами «АукцЫона» целую генерацию новых поклонников. Несколько позже мелодию «Дороги» стали использовать как рингтон для мобильников. Часто приходилось слышать: «Честно говоря, кроме песни „Дорога“, ничего из репертуара „АукцЫона“ не слышал, хотя группа вроде как довольно интересная. И то, эту песню услышал только благодаря фильму „Брат 2“». Олег Гаркуша утверждал: «„Дорога“ стала для нас примерно тем же, чем „Осень“ для Юрия Шевчука».
Материальных благ использование песни в саундтреке фильма её авторам не принесло. Алексей Балабанов, по словам Олега Гаркуши, около года просил Фёдорова предоставить права на использование песни и говорил, что снимает «некассовый фильм, который прибыли не принесёт». Дмитрий Озерский утверждал, что переговоры о песне вёл не сам Балабанов, а «кто-то из администраторского корпуса „Брата 2“», когда группа приезжала в Москву на гастроли. К 2010 году популярность концертов группы сохранилась, но «„Дорогу“ давай!», по выражению Марголиса, «практически никто из зала уже не кричит».
В романе «Бретёр» Андрея Акцынова песня «Дорога» — любимая песня главного героя. Он пьянствует, употребляет наркотики, совершает хулиганские поступки и предаётся разврату. Герой романа не только не работает, но и презирает тех, кто это делает. При этом он мечтает об активном участии в политике, поэтому «подвизается в роли шестёрки при лидере национал-большевиков Эдуарде Лимонове». В одном из эпизодов главный герой рассказывает, как впервые услышал песню «Дорога». В шесть лет, возвращаясь с папой из школы, он увидел, что на выходе из метро «Горьковская» в саду играют уличные музыканты. У рок-группы было два солиста — маленький с чёрной шевелюрой на голове в зелёной растянутой и разорванной футболке и высокий фронтмен, похожий на циркового клоуна, облачённый в увешанный орденами и брошками чёрный пиджак и танцевавший прямо в грязной луже, из-за чего брызги летели во все стороны. Мальчик был очарован песней, впервые заплакал от счастья и вместе с отцом дослушал концерт до конца.
Юрий Доманский в статье «Рок-театр сейчас: к проблеме идентификации и описания» (2019) рассказывает о спектакле «О тебе» в московском театре неслышащих актёров «Недослов» (2017, режиссёр Анна Башенкова). Звучащие в оригинальной фонограмме рок-песни сопровождаются в спектакле театрализованным танцем — хореографической интерпретацией композиции, «благодаря чему в песнях актуализируются, а, возможно, и формируются какие-то новые смыслы; словесная же составляющая разыгрывается на языке жестов». Среди используемых в спектакле 14 песен присутствует и песня «Дорога». Визуальный эффект от неё создаётся в том числе цветовым решением костюмов исполнителей: одежда, как на юношах, так и на девушках, преимущественно чёрного и белого цветов, на этом фоне бросается в глаза значительно меньше используемый в костюмах актёров ярко-красный цвет. Такая цветовая гамма способствует реализации общей концепции — представить зрителям тему «терзаний души и тела».